# 路易斯·多梅内克·蒙塔内尔

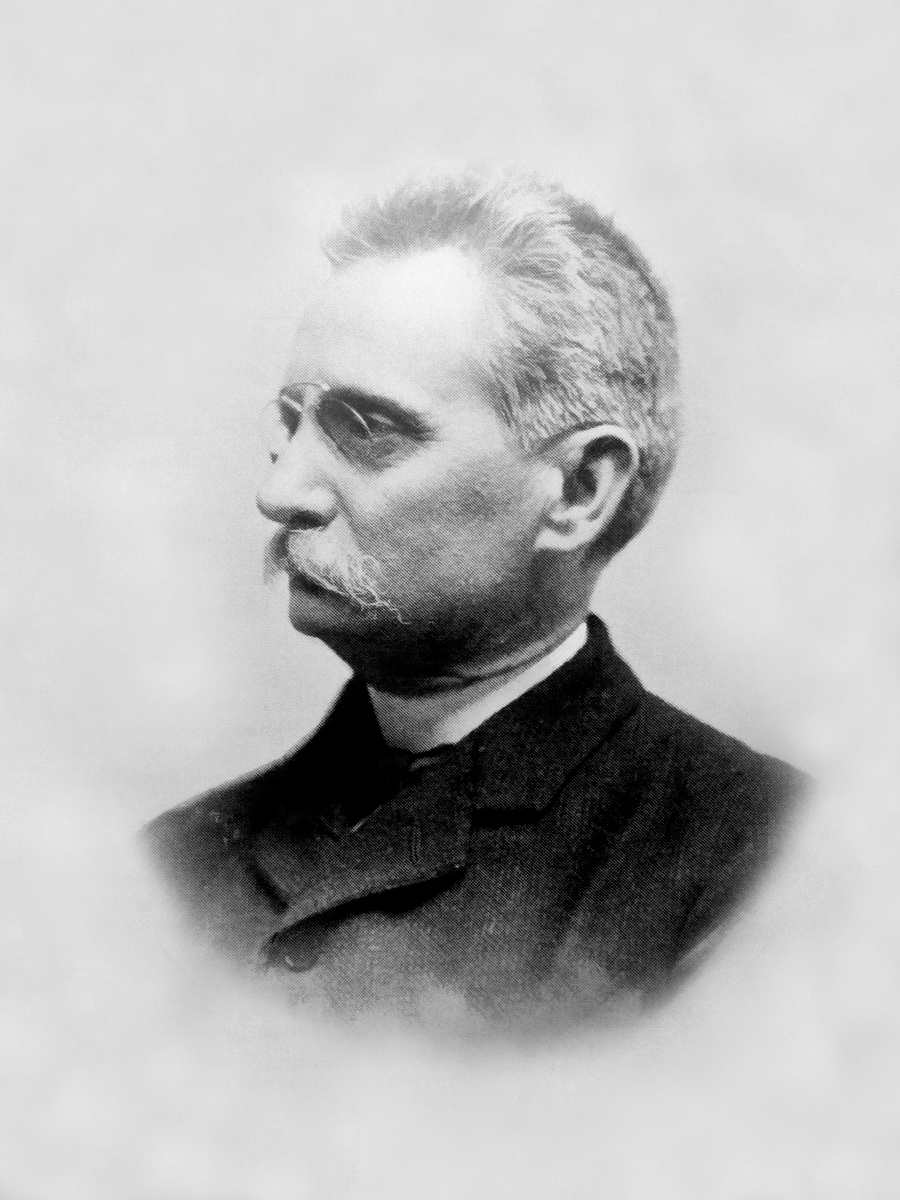
路易斯·多梅内克·蒙塔内尔

路易斯·多梅内克·蒙塔内尔（1850年12月21日 - 1923年12月27日）是一位加泰罗尼亚建筑师。生于巴塞罗那。加泰罗尼亚音乐宫就是他設計的。路易斯·多梅内克·蒙塔内尔支持加泰羅尼亞自治，曾加入多個支持加泰羅尼亞自治的團體。